# Sahagún, León

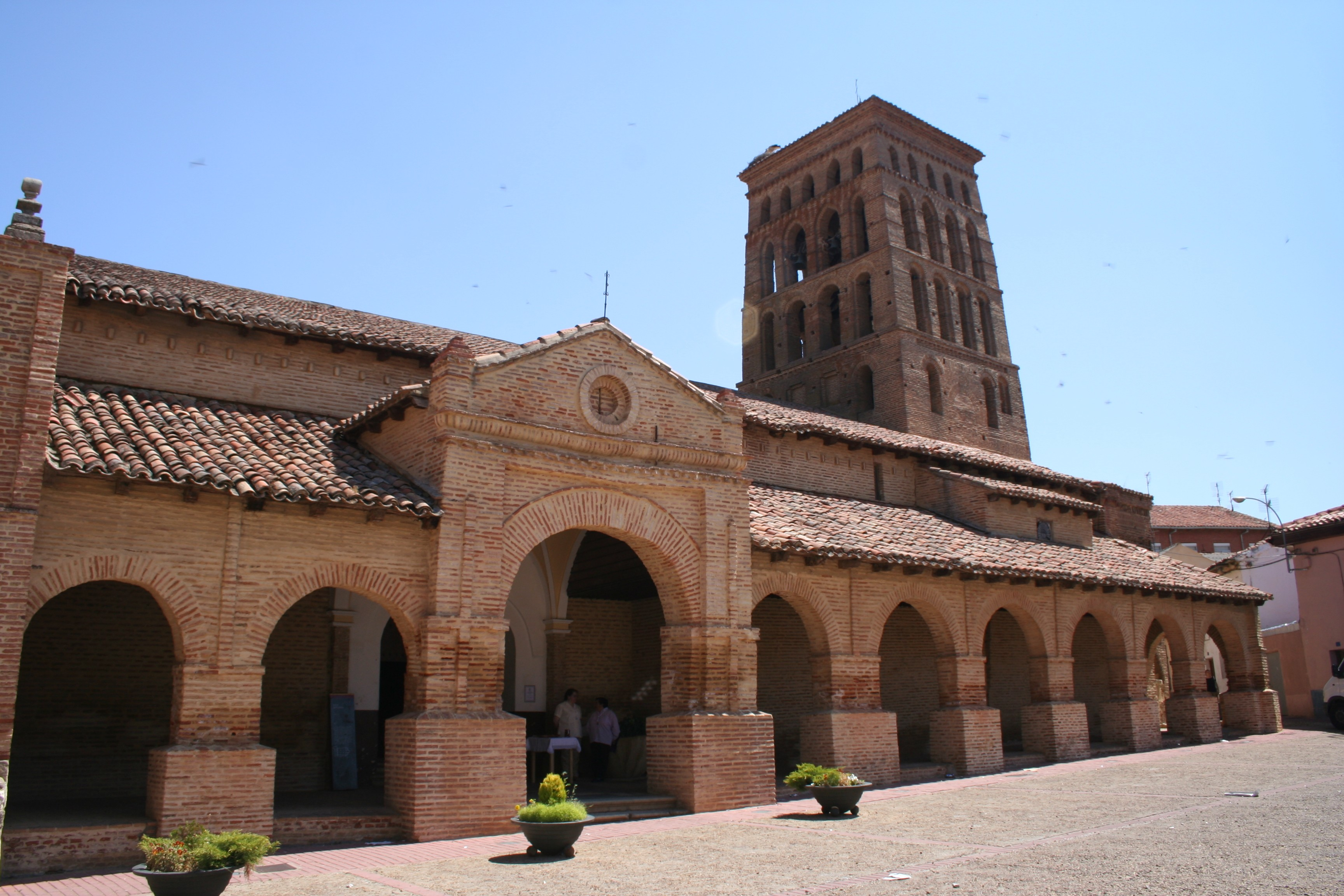
Church of San Lorenzo, Sahagún.

Sahagún là một đô thị trong tỉnh León, Castile và León, Tây Ban Nha.